# 福禄镇 (梁平区)
福禄镇，是中华人民共和国重庆市梁平区下辖的一个乡镇级行政单位。

## 行政区划
福禄镇下辖以下地区：
福禄街道社区、光荣村、月亮村、青桥村、辣坪村、天塔村、福禄村、四安村、和平村、乐园村、紫龙村、福山村、陆坪村、九龙村和大印村。